# برنامج الاستدامة المالية (السعودية)
برنامج الإستدامة المالية (سابقًا: برنامج تحقيق التوازن المالي) هو أحد برامج رؤية السعودية 2030 وضع عام 2016 ويعد أحد أوائل برامج الرؤية التي انتهت بنجاح حيث أعلن عن إنتهاء البرنامج في فبراير 2025 من قبل مجلس الشؤون الاقتصادية والتنمية، وكان البرنامج قد أطلق كجزء مـن الإصلاحات المالية، بهدف تحقيق ميزانية متوازنة بحلول عام 2030، وتعزيز الإدارة المالية، وإعادة هيكلة الوضع المالي للمملكة، واستحداث آليات مختلفة لمراجعة الإيرادات، والنفقات، ومختلف المشاريع، وآلية اعتمادها. أقر البرنامج من قبل مجلس الوزراء السعودي في 22 ديسمبر 2016. يرأسه وزير المالية محمد عبد الله الجدعان.

## حول البرنامج
منذ تأسيس مجلس الشؤون الاقتصادية والتنمية، تم زيادة الإيرادات غير النفطية السعودية لعام 2015 بنحو 30%، وبنحو 20% في 2016، ويهدف برنامج تحقيق التوازن المالي للاستمرار بهذه الوتيرة وتسريعها خلال الأعوام المقبلة، عبر إجراءات جديدة في قطاعات متعددة، والعمل على تحسين الأداء الحكومي وضمان استدامة التوازن المالي. إضافة إلى ذلك، يسهم هذا البرنامج في تحسين الآثار الاجتماعية والاقتصادية والسياسية، التي تسعى رؤية 2030 إلى تحقيقها.
تتم مراجعة البرنامج وتحديثه سنويا في ضوء التطورات الاقتصادية مع الإعلان عن الميزانية السنوية، تتضمن مراجعة الجدول الزمني للبرنامج وتمديد فترة تنفيذ بعض الإصلاحات لتحقيق التوازن المالي بحلول عام 2023م.

## أهداف البرنامج
- تعزيز استدامة الإيرادات الحكومية: من خلال تنمية الإيرادات غير النفطية.
- تحسين وترشيد الإنفاق الرأسمالي التشغيلي، مع تركيز الإنفاق على المشاريع الأكثر إستراتيجية، إلغاء الإعانات غير الموجهة، وتمكين المواطنين من الاستهلال بمسؤولية.
- استدامة النمو الاقتصادي في القطاع الخاص. وأيضاً تتحقق الفوائد المباشرة وغير المباشرة من سياسات وبرامج الإصلاح المالي الأخرى مثل برنامج إدارة الديون، وعملية تحديد الميزانية وإصلاح السياسات المالية. وفي هذا الصدد، بدأت الحكومة بشكل فعال في تنفيذ عدد من هذه الإصلاحات خلال عام 2016م، ويتضمن ذلك ما يلي:
- ترشيد النفقات الرأسمالية والتشغيلية عبر تطوير أكثر من مائة مبادرة لرفع كفاءة الإنفاق التشغيلي في قطاعات مختلفة، بالإضافة إلى إصلاح الإنفاق الرأسمالي في ثلاث وزارت رئيسة: وزارة الصحـة السعودية، وزارة التعليم السعودية ووزارة الشؤون البلدية والقروية السعودية.
- مراجعة البدلات والعلاوات
- إصلاح أسعار الطاقة، حيث تم العمل في المرحلة الأولية لتعديل أسعار البنزين والكهرباء والمياه.
- الإيرادات الحكومية غير النفطية، حيث تم مراجعة بعض الرسوم الحالية المختلفة. ومن هذا المنطلق، ستستمر الدولة في تطبيق إصلاحات مالية إضافية لتحقيق ميزانية متوازنة بحلول 2020.

## محاور أخرى
وهناك ثلاثة مجالات أخرى أخذت فيها الحكومة خطوات لتعزيز وضعها المالي:
- الخصخصة: إن خصخصة ممتلكات الحكومة لن تحفز النمو الاقتصادي فحسب، بل ستحسن الوضع المالي أيضاً.
- إصلاح القطاع العام: كانت الحكومة واضحة جداً في عزمها احتواء تكلفـة أجور موظفي القطاع العام، وتقوم حالياً بتنفيذ برنامج الكفاءة، الذي بدوره سيقلل من التكاليف في المدى القصير.
- سياسة إدارة الدين: الحكومة تسعى إلى تطويـر نهج حذر في إدارة الديون، والوصول إلى الأسواق الدولية، وزيادة القدرة على الاقتراض دون تأثيرات سلبية على السيولة المحلية، مع السحب بشـكل انتقائي من الأرصدة الحكومية في مؤسسة النقد العربي السعودي.